# The Irish Times
The Irish Times är en irländsk dagstidning som grundades i Dublin 1859. Tidningen är en av Irlands största och äldsta dagstidningar och har en upplaga på cirka 117 730.
Ursprungligen var The Irish Times en protestantisk och nationalistisk, men har under årens lopp ändrat inriktning och är idag istället en liberal socialdemokratisk tidning som är neutral när det gäller relationen mellan den irländska republiken och Nordirland. Tidningen har ett stort antal korrespondenter i utlandet, bland annat i Washington, D.C., Moskva, Peking, London, Centralamerika, Sydamerika och Afrika. 
Chefredaktör för tidningen är sedan 2011 Kevin O'Sullivan.